# Ernst Gebendinger
Ernst Gebendinger (Winterthur, 10 febbraio 1926 – Winterthur, 23 maggio 2017) è stato un ginnasta svizzero.

## Palmarès

### Olimpiadi
- Argento a Helsinki 1952 nel concorso a squadre.

### Mondiali
- Oro a Basilea 1950 nel corpo libero.
- Oro a Basilea 1950 nel concorso a squadre.
- Oro a Basilea 1950 nel volteggio.